# BunkerToren
De BunkerToren is een wolkenkrabber gelegen aan de John F. Kennedylaan in het stadsdeel Woensel-Zuid in Eindhoven. Het staat tegenover de Technische Universiteit Eindhoven. Op het moment van oplevering was het het op één na hoogste gebouw van de stad, na de De Admirant. De toren is gebouwd direct naast het door Huig Maaskant ontworpen voormalige studentencentrum De Bunker uit 1969. Van 1969 tot 2017 was hier een studentencentrum in gevestigd. Het oude gebouw werd geïncorporeerd in het ontwerp van de toren.

## Studentenvoorziening

### Ontstaan
Het gebouw is ontstaan uit een samenwerking van Rijksoverheid, Technische Hogeschool Eindhoven, bedrijfsleven, waaronder met name DAF, Philips en Staatsmijnen en de drie Eindhovense studentenverenigingen Algemene StudentenVereniging SSRE, Eindhovens Studenten Corps en Eindhovense StudentenVereniging Demos. Alle participanten hadden zich verenigd in de Stichting Studentenvoorzieningen Eindhoven (SSE).
Vanuit de SSE was een werkgroep opgezet welke werd voorgezeten door oud minister-president Jan de Quay en waarin onder andere Hub van Doorne participeerde. Deze commissie heeft zich ingezet voor het werven van de gelden en de realisatie van het pand. Aanvankelijk waren enkel de studentenverenigingen ESC en Demos geïnteresseerd in deelname. Pas vlak voor de bouw sloot SSRE zich aan. Zowel Demos als ESC hebben hun leden laten werken in de beschikbare tijd naast de studie en hun salaris laten afdragen aan de verenigingen om voldoende middelen beschikbaar te krijgen om de bouw van het pand te kunnen financieren. In 1967 leek het erop dat er voldoende geld beschikbaar was en is er door de SSE opdracht gegeven tot de bouw van het pand. De gelden die uiteindelijk zijn overgebleven na de realisatie van het pand zijn beschikbaar gesteld in de vorm van Stichting Fonds Studentenvoorzieningen Eindhoven (SFSE).
Het terrein dat beschikbaar kwam voor De Bunker werd door Philips geschonken aan de Technische Hogeschool Eindhoven. Die stelde het voor een periode van 99 jaar beschikbaar aan de SSE. Het terrein lag ver van woonwijken zodat de studenten niemand tot last zouden kunnen zijn maar op loopafstand van de Technische Hogeschool. Het gebied rond het terrein was in het bestemmingsplan aangewezen voor onderwijs.

### Naamgeving

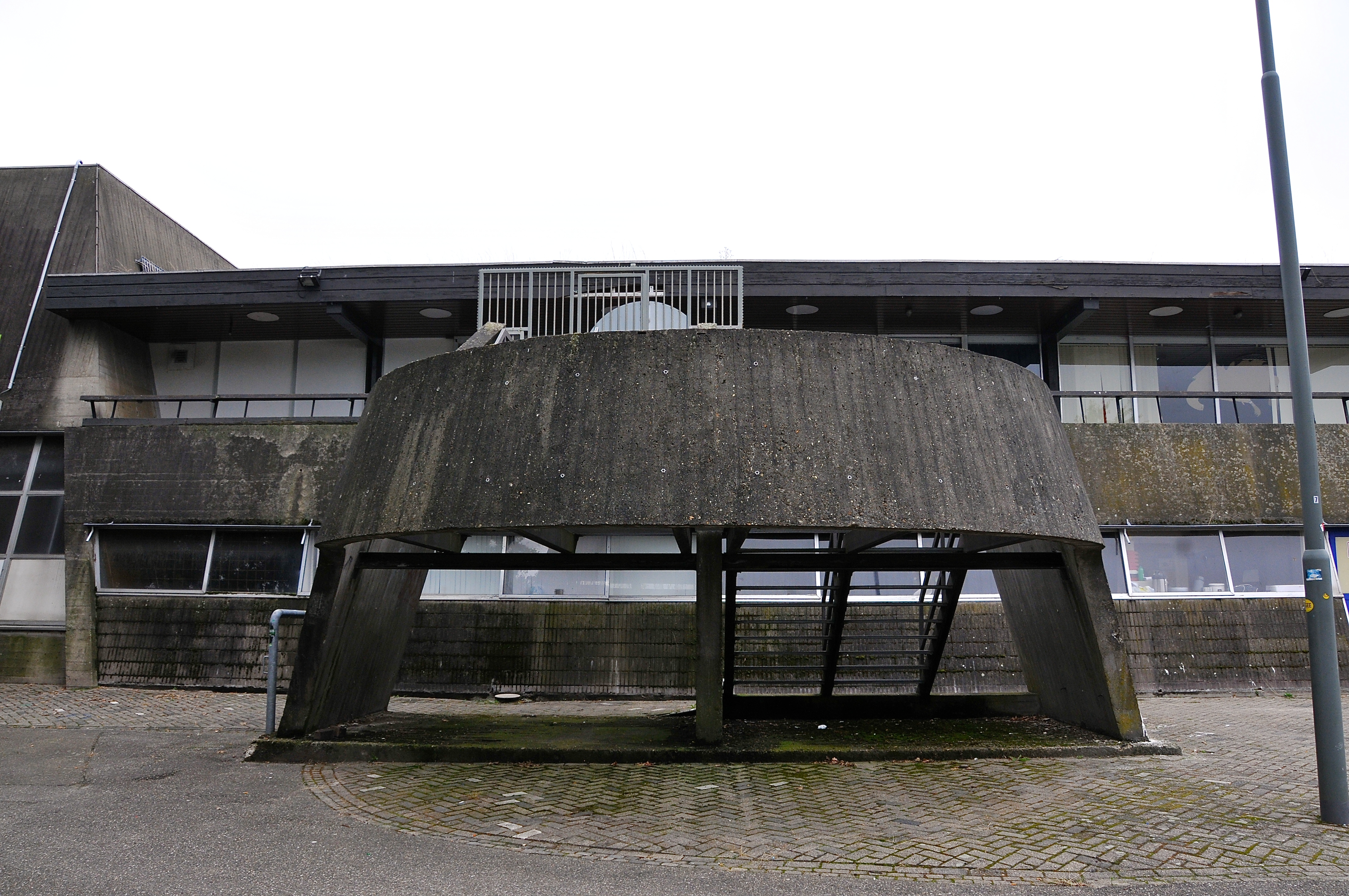
Het oude gebouw De Bunker

Het gebouw dankt de naam aan het uiterlijk. Het ontwerp van architect H.A. Maaskant werd uit beton opgetrokken en is vormgegeven als een bunker.

### Ontwerp
Het gebouw werd ontworpen door de Rotterdamse architect Maaskant die ook de Scheveningse pier en de Euromast in Rotterdam bouwde. Hij presenteerde een modern bouwwerk dat volgens hem de tand des tijds kon doorstaan. Psychologische elementen waren de hoge ligging van de senaatsruimte van het Studenten Corps en de ingangen van Demos en het Corps die bedoeld waren om bezoekers te imponeren.
Het pand was onderverdeeld in drie secties. Twee particuliere vleugels en een rijksdeel. Op gelijke wijze kwam ook de financiering van het pand tot stand. Het bedrijfsleven en de verenigingen hebben de particuliere vleugels gefinancierd en het middendeel is uit publieke middelen betaald. In het middendeel werd een mensa en algemene ontmoetingsruimte gevestigd, naast diverse student ondersteunende instanties. De vleugels waren bedoeld voor de studentensociëteiten van het ESC en Demos.

### Gebruik
De Bunker heeft verschillende aanvullende functies vervuld. Zo is er ooit een kegelbaan in gehuisvest geweest, evenals de PSV Carnavalsvereniging. Het gebouw bood plaats aan de sociëteiten van de drie Eindhovense studentenverenigingen. Ook Eindhovense cultuurverenigingen waren er gevestigd. Andere bunkerparticipanten waren in het verleden de mensa (tot 2002) en studentencafé Algemene OntmoetingsRuimte (van 1970 tot 2004), het Reductiebureau (tot 2000) en ESKafé. Met ingang van najaar 2007 vonden ook de studentencultuurverenigingen van Eindhoven onderdak in de bunker, op de plek van de voormalige mensa en AOR.
In de jaren 1970 viel De Bunker op door de leuze 'gelukkige slaven zijn de ergste vijanden van de vrijheid', die met verf op de gevel was aangebracht. Deze leuze werd na vele jaren verwijderd, toen de depolitisering van de studenten reeds lang een feit was.

### Overdracht

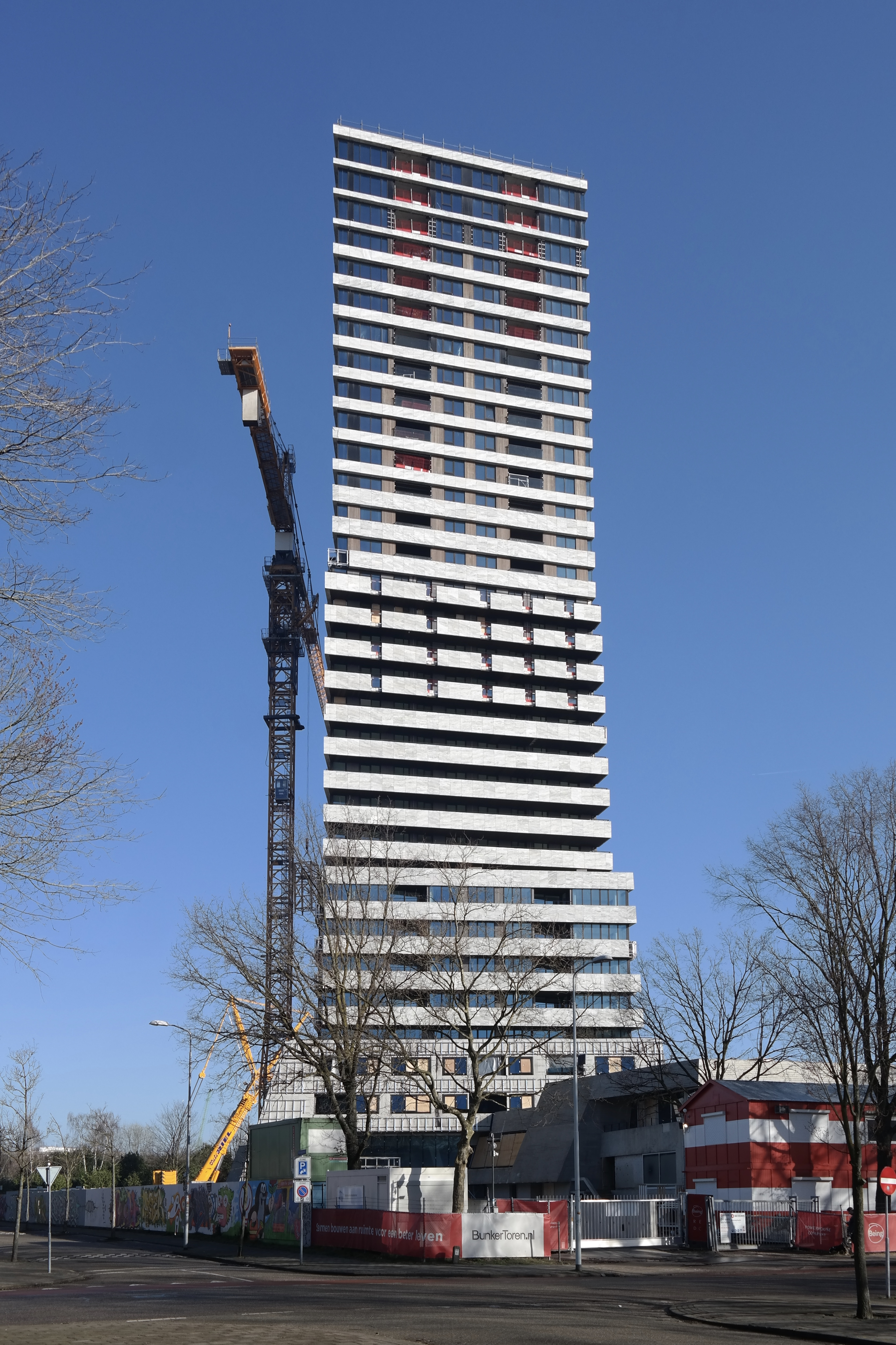
De toren tijdens de bouw in februari 2022

Door gebruik te maken van de beschermconstructie in de overeenkomst tussen de bunkerparticipanten en de SSE, waarbij het eigendom zou vervallen aan de TU/e indien de SSE zou worden opgeheven of anders niet meer aan haar verplichtingen kon voldoen, is in 2002-2003 het eigendom overgegaan van de SSE naar de TU/e nadat de SSE qua activiteiten enkel nog het beheer van de bunker faciliteerde. De TU/e heeft daarbij de rechten en plichten van de SSE overgenomen om de continuïteit te waarborgen.

## Woontoren
De Bunker was geen studentencentrum meer nadat de gebruikers het in 2017 verlieten. De studentenverenigingen zijn naar het stadscentrum verhuisd en andere verenigingen zijn ondergebracht in gebouw Luna, op de campus van de universiteit. In 2019 werd begonnen met de gedeeltelijke sloop van het gebouw. Er werd vervolgens een hoogbouwappartementencomplex met restaurant gebouwd waarbij een deel van het ontwerp van Maaskant behouden bleef.
De woontoren genaamd BunkerToren kwam in 2022 gereed.
Op 3 oktober 2019 gaf van wethouder van wonen, wijken, werk en ruimtelijke ontwikkeling Yasin Torunoglu het officiële startsein voor de bouw van de toren. Het project werd geleid door ontwikkelaars RED Company en Being Development. Verantwoordelijk voor de bouwwerkzaamheden was aannemer Van Wijnen en het ontwerp kwam van Powerhouse Company en DELVA landschaparchitecten. Het hoogste punt werd bereikt in oktober 2021, oplevering vond plaats in januari 2023.